# Ingrid Uebe
Ingrid Uebe (* 7. Oktober 1932 in Essen; † 3. März 2018 in Brühl) war eine deutsche Schriftstellerin.

## Leben
Ingrid Uebe wuchs in Essen auf. Sie besuchte die Schule bis zum Abitur und anschließend eine einjährige Höhere Handelsschule. Sie war kurze Zeit als Sekretärin in einer Zeitungsredaktion tätig, danach absolvierte sie ein Volontariat in der Redaktion der Neuen Ruhr-Zeitung in Essen und war sechs Jahre lang Mitarbeiterin der Kulturredaktion dieser Zeitung. Nach der Geburt ihrer Tochter lieferte sie als freie Journalistin Beiträge für diverse Zeitungen, Zeitschriften und Rundfunkanstalten; danach war sie für die Öffentlichkeitsarbeit einer Weiterbildungseinrichtung zuständig. Seit 1982 lebte sie als freie Schriftstellerin in Köln.
Ingrid Uebe war Verfasserin von Kinder- und Jugendbüchern, darunter zahlreiche Bilderbücher. Ihre Werke wurden in zahlreiche Sprachen übersetzt. Die Autorin war Mitglied des Verbandes Deutscher Schriftsteller und des Friedrich-Bödecker-Kreises.
Uebe starb 2018 im Alter von 85 Jahren und wurde auf dem Kölner Melaten-Friedhof beigesetzt.

## Werke
- Windeln und Schleifchen, Isernhagen 1968
- Bettina aus dem Windmühlenweg Nr. 7, Stuttgart 1977
- Lillekille, Stuttgart 1978
- Als meine Mutter hexen konnte, Stuttgart 1979
- Wenn Julia zwölf ist, Würzburg 1981
- Ein Stück Himmel, Köln 1982
- Katinka Klops und Heinrich Halunke, Stuttgart 1984
- Der kleine Brüllbär, Ravensburg 1984
- Für jeden Tag ein Gespenst, Hannover 1985
- Der kleine Brüllbär ist böse, Ravensburg 1985
- Leselöwen-Geisterschloß, Bindlach 1985
- Das Grusel-ABC, Ravensburg 1986 (zusammen mit Helga Spieß)
- Ich wünsch mir einen Vogel, München 1986
- Der kleine Brüllbär ist krank, Ravensburg 1986
- Die Zeit, als Papa kochen lernte, Bindlach 1986
- Leselöwen-Frühlingsgeschichten, Bindlach 1987
- Leselöwen-Ritterburg, Bindlach 1987
- Leselöwen-Vampirgeschichten, Bindlach 1987
- Das Monsterchen, Bindlach 1987
- Der kleine Brüllbär hat Geburtstag, Ravensburg 1988
- Leselöwen-Spukgeschichten, Bindlach 1988
- Leselöwen-Weihnachtskrippe, Bindlach 1988
- Das Monsterchen geht durch die Wand, Bindlach 1988
- Kalle Kuscheltier, Stuttgart [u. a.] 1989 (zusammen mit Helga Spieß)
- Das Kicherschwein, Ravensburg 1989
- Der kleine Brüllbär geht zur Schule, Ravensburg 1989
- Das Monsterchen am Meer, Bindlach 1989
- Das Geburtstagspaket, Ravensburg 1990 (zusammen mit Petra Probst)
- Leselöwen-Dinosauriergeschichten, Bindlach 1990
- Mäxchen aus dem Ei, Bindlach 1990
- Pommi, Paula und Söhnchen, Ravensburg
  - 1. Das Rätsel der alten Dame, 1990
  - 2. Der große Liebeszauber, 1990
  - 3. Wer hat Angst vor der Mafia?, 1990
  - 4. Weiß wie Schnee, rot wie Blut, 1990
  - 5. Dracula wohnt nebenan, 1991
  - 6. Kleider machen Diebe, 1992
- Das Kicherschwein in der Schule, Ravensburg 1991
- Der kleine Brüllbär feiert Weihnachten, Ravensburg 1992 (zusammen mit Helga Spiess)
- Leselöwen-Wintergeschichten, Bindlach 1992
- Missi macht sich auf die Socken, Würzburg 1992
- Drei Freunde bauen ein Haus, Würzburg 1993 (zusammen mit Angela Weinhold und Almuth Bartl)
- Gespenstergeschichten, Bindlach 1993
- Moritz, du spinnst wohl!, München 1993
- Teddy Langohr, Stuttgart [u. a.] 1993
- Tinas Tannenbaum, Würzburg 1993 (zusammen mit Bernhard Oberdieck)
- Wie das Honigkuchenpferd lachen lernte, Berlin 1993 (zusammen mit Erdmut Oelschlaeger)
- Kätzchen spielt, Bindlach 1994
- Kalle und Kemunto, München 1994
- Das Kicherschwein macht Ferien, Ravensburg 1994
- Der kleine Brüllbär und seine Schwester, Ravensburg 1994
- Mimis Geheimnis, Ravensburg 1994 (zusammen mit Christine Georg)
- Olf, Stuttgart [u. a.] 1994
- Rudi Vampir beißt sich durch, Würzburg 1994
- Das Geheimnis der kleinen Elisa, München 1995
- Ein Gespenst für Timo und andere Wunschgeschichten, Würzburg 1995
- Ein Gespenst in Samt und Seide, Ravensburg 1995
- Das kleine Gespenst und der Bär, Bindlach 1995 (zusammen mit Maria Wissmann)
- Mimi verreist, Ravensburg 1995
- Rudi Vampir fliegt aufs Schloß, Würzburg 1995
- Warten aufs Christkind, Stuttgart [u. a.] 1995 (zusammen mit Daniele Winterhager)
- Kasperl und Katinka, Stuttgart [u. a.] 1996
- Kleine Piratengeschichten, München 1996
- Martin und sein Nachtgespenst, Ravensburg 1996 (zusammen mit Bianca Schaalburg)
- Meine gruseligsten Gespenster-Geschichten, Wien 1996
- Melinda und der Zauber der Meerhexe, Gossau, Zürich [u. a.] 1996 (zusammen mit Alex de Wolf)
- Milli will Vampir werden, Würzburg 1996
- Der Schattenwolf, Hamburg 1996
- Serafina Siebenschön, Berlin 1996 (zusammen mit Jutta Mirtschin)
- Wo ist dein Besen, kleine Hexe?, Ravensburg 1996 (zusammen mit Erhard Dietl)
- Die Abenteuer des kleinen Piraten, Ravensburg 1997 (zusammen mit Markus Grolik)
- Bravo, kleiner Stink!, Würzburg 1997 (zusammen mit Helga Spieß)
- Dreimal schwarzer Kater und andere Hexengeschichten, Würzburg 1997
- Lillibell erzählt Geschichten, Hamburg 1997
- Mimis größtes Abenteuer, Ravensburg 1997 (zusammen mit Christine Georg)
- Für Nina von Tim, Bindlach 1997 (zusammen mit Petra Probst)
- Omageschichten, Würzburg 1997 (zusammen mit Magdalene Hanke-Basfeld)
- Schlaf gut, träum schön!, Ravensburg 1997
- Ein Vampir im Haus, Ravensburg 1997
- Bildergeschichten mit Elvira Einstein, Bindlach 1998 (zusammen mit Dorothea Tust)
- Die drei von der Eisinsel, Würzburg 1998
- Das große Buch vom kleinen Brüllbär, Ravensburg 1998
- Hast du Zahnweh, kleine Hexe?, Ravensburg 1998 (zusammen mit Erhard Dietl)
- Katzenjule in der Schule, Ravensburg 1998 (zusammen mit Katrin Engelking)
- Der kleine Brüllbär macht eine Reise, Ravensburg 1998 (zusammen mit Helga Spieß)
- Kleine Freundschaftsgeschichten, München 1998 (zusammen mit Doris Rübel)
- Das kleine Gespenst und der Bär, Bindlach 1998
- Max mit der Mütze, Würzburg 1998 (zusammen mit Bernhard Oberdieck)
- Rudi Vampir beim Zahnarzt, Würzburg 1998
- Timmi in der Hexenschule, Ravensburg 1998 (zusammen mit Silke Voigt)
- Wie viel Uhr ist es, kleines Gespenst?, Ravensburg 1998
- Bildergeschichten mit Siggi Seemannsgarn, Bindlach 1999 (zusammen mit Jan Birck)
- 1, 2, 3 Zahlen fliegt herbei, Ravensburg 1999 (zusammen mit Michael Schober)
- Hexengeschichten, Ravensburg 1999 (zusammen mit Fabiano Fiorin)
- Mascha Marabu, München 1999
- Tanjas Traumballett, Ravensburg 1999
- Ein Vampir im Klassenzimmer, Ravensburg 1999
- Du bist Spitze, Rudi Vampir!, Würzburg 2000
- Geschenke für das Christkind, Würzburg 2000
- Hex mir Farben, kleine Hexe, Ravensburg 2000 (zusammen mit Erhard Dietl)
- Der kleine Brüllbär geht in den Kindergarten, Ravensburg 2000 (zusammen mit Helga Spieß)
- Mascha Marabu und die verhexte Lehrerin, München 2000 (zusammen mit Stephan Baumann)
- Mimaus und die Zauberfibel, Ravensburg 2000 (zusammen mit Michael Schober)
- Mit Teddy im Kindergarten, München 2000 (zusammen mit Irmtraut Teltau)
- Neue Abenteuer mit Siggi Seemannsgarn, Bindach 2000 (zusammen mit Jan Birck)
- Wehr dich, Katinka!, Ravensburg 2000
- Ab ins Bett, kleiner Brüllbär!, Ravensburg 2001 (zusammen mit Helga Spieß)
- Hokuspokus Fidibus, Würzburg 2001
- Kleine Spukgeschichten, München 2001 (zusammen mit Dagmar Henze)
- Mascha Marabu – Klassenfahrt ins Hexental, München 2001 (zusammen mit Stephan Baumann)
- Mein erstes Gute-Nacht-Bilderbuch, Ravensburg 2001 (zusammen mit Zora)
- Mein erstes Hexen-Bilderbuch, Ravensburg 2001 (zusammen mit Erhard Dietl)
- Mischa sammelt Weihnachtswünsche, Würzburg 2001 (zusammen mit Susanne Mais)
- Träum schön, kleine Nixe, Bindlach 2001 (zusammen mit Sigrid Leberer)
- Familie Flatterhemd, Ravensburg 2002 (zusammen mit Frank Ruprecht)
- Ich mag dich, Teddy, Ravensburg 2002 (zusammen mit Marlies Scharff-Kniemeyer)
- Komm in meine Arme!, Bindlach 2002
- Meine allerersten Märchen, München
  - 1 (2002)
  - 2 (2004)
- Meine allerliebsten Gespenstergeschichten, Bindlach 2002
- Mimaus und die Mutmachpuppe, Ravensburg 2002
- Von Hexen, Monstern und Gespenstern, Würzburg 2002 (zusammen mit Nortrud Boge-Erli)
- Weihnachtsmann, wach auf!, Ravensburg 2002 (zusammen mit Peter Engel)
- Wer rettet Mascha Marabu?, München 2002
- Gruselige Vampir-Geschichten, Ravensburg 2003 (zusammen mit Silke Voigt)
- Kapitän Schnauzbart auf hoher See, München 2003 (zusammen mit Petra Theissen)
- Kennt ihr alle Karlchen Kralle, Weinheim [u. a.] 2003 (zusammen mit Sara Ball)
- Kleine Hundegeschichten, München 2003 (zusammen mit Helga Spieß)
- Kleine Lesetiger-Geschwistergeschichten, Bindlach 2003 (zusammen mit Irmgard Paule)
- Kleine Lesetiger-Spukgeschichten, Bindlach 2003 (zusammen mit Leopé)
- Lesepiraten-Zaubergeschichten, Bindlach 2003 (zusammen mit Leopé)
- Räubergeschichten, Ravensburg 2003 (zusammen mit Markus Spang)
- Ein Delfin in Seenot, Bindlach 2004
- Die dicksten Freunde der Welt, Ravensburg 2004
- Komm, lach mit mir!, Bindlach 2004
- Lustig ist das Räuberleben, München 2004
- Meine allerliebsten Bärengeschichten, Ravensburg 2004
- Mitternachtsfreunde, München 2004
- Die schönsten Erstlesegeschichten, Frankfurt am Main 2004
- 6 1/2 Gespenster suchen einen Schatz, Ravensburg 2004
- Fliegender Pfeil, Ismaning 2005
- Geschichten mit Siggi Seemannsgarn, Ismaning 2005 (zusammen mit Jan Birck)
- Jakob Bär feiert Weihnachten, München 2005
- Jetzt kommen die sonnigen Tage, München 2005
- Der kleine Engel sucht das Christkind, München 2005
- Lesepiraten-Tierfreundegeschichten, Bindlach 2005
- Sandmännchen geht leise, leise auf die Reise ..., Ravensburg 2005 (zusammen mit Regine Altegoer)
- Sankt Martin ritt durch Schnee und Wind, Freiburg im Breisgau [u. a.] 2005 (zusammen mit Daniela Pohl)
- 6 1/2 Gespenster und der Geist mit der Maske, Ravensburg 2005
- Sieben freche Hexen, München 2005
- Von kleinen Gespenstern und Vampiren, Ravensburg 2005
- Ein zauberhaftes Weihnachtsfest, Würzburg 2005
- Das Geheimnis der Flotten Mary, München 2006
- Schorschi, das Schlossgespenst, 2006
- Die Geschichte von Sankt Nikolaus, Freiburg im Breisgau [u. a.] 2006 (zusammen mit Ute Thönissen)
- Julian wird Klassenstar, München 2006
- Leselöwen-Schloßgeschichten, Bindlach 2006 (zusammen mit Wilfried Gebhard)
- Pia und das Schlossgespenst, München 2006
- Das schönste Geheimnis der Welt, Ravensburg 2006 (zusammen mit Christine Georg)
- Ein Tiger unterm Weihnachtsbaum, Ravensburg 2006 (zusammen mit Betina Gotzen-Beek)
- Fliegender Pfeil, 2006
- Gruselgeschichten von den 6 1/2 Gespenstern, Ravensburg 2007
- Die Hexe zieht ein!, Düsseldorf 2007
- Klassenfahrtgeschichten, Ravensburg 2007
- LeseStar-Schulgeschichten, München 2007 (zusammen mit Elisabeth Zöller und Patricia Schröder)
- „Ohne Licht schlaf ich nicht!“, Freiburg [u. a.] 2007 (zusammen mit Antje Bohnstedt)
- Jakob und die Wassernixe, Düsseldorf 2008
- Leselöwen-Weihnachtsgeschichten, Bindlach 2008
- Ein Schutzengel für dich, Münster 2008
- Paula und Struppi, 2008
- Ritter Robert und seine Abenteuer, 2008
- Bleibst du bei uns, kleiner Fuchs, 2010
- Der wütende Zauberer, 2012
- Wer rettet den kleinen Delfin?, 2012
- Anna und die Himmelsbriefe, 2008
- Jakob und die Wassernixe, 2008
- Der Wunschgeschichtenbaum, 2010
- Die Mondprinzessin, 2010
- Hurra, ich komme in die Schule, 2011
- Quatschohr, 2012
- Das verflixte Bummeltier, 2012
- Ferien in Beekbüll, 2015
- Das Nibelungenlied, 2015
- Franz von Assisi – Leben und Legenden, 2016
- Prinzessin über Nacht, 2016
- Der kleine Weihachts-Esel, 2016
- Monja Mondstein, 2016
- Martin Luther. Der große Reformator, 2017

## Auszeichnungen
- 2012 Auszeichnung für Mascha Marabu mit dem Kinderbuchpreis Nordstemmer Zuckerrübe.